# Nilea hortulana
Nilea hortulana är en tvåvingeart som först beskrevs av Johann Wilhelm Meigen 1824.  Nilea hortulana ingår i släktet Nilea och familjen parasitflugor. Arten är reproducerande i Sverige. Inga underarter finns listade i Catalogue of Life.